# Bălușeni
Băluşeni é uma comuna romena localizada no distrito de Botoşani, na região de Moldávia . A comuna possui uma área de 73.10 km² e sua população era de 5055 habitantes segundo o censo de 2007.